# Hospital de Santiago (Úbeda)
El hospital de Santiago es un monumento nacional situado en la ciudad de Úbeda, Jaén. Proyectado por Andrés de Vandelvira en 1562, las obras finalizaron en 1575, como consta en el testero de la escalera. Está considerada como una de las mejores obras de este arquitecto y una de las grandes obras de la arquitectura asistencial del renacimiento en España. Lo mandó construir Don Diego de los Cobos, obispo de Jaén, como hospital para pobres enfermos, al mismo tiempo que iglesia-panteón y palacio. Fue declarado monumento arquitectónico histórico-nacional en 1917 y en la actualidad se utiliza como centro cultural, de exposiciones y congresos y biblioteca. Es Patrimonio de la Humanidad dentro de los Conjuntos monumentales renacentistas de Úbeda y Baeza. 

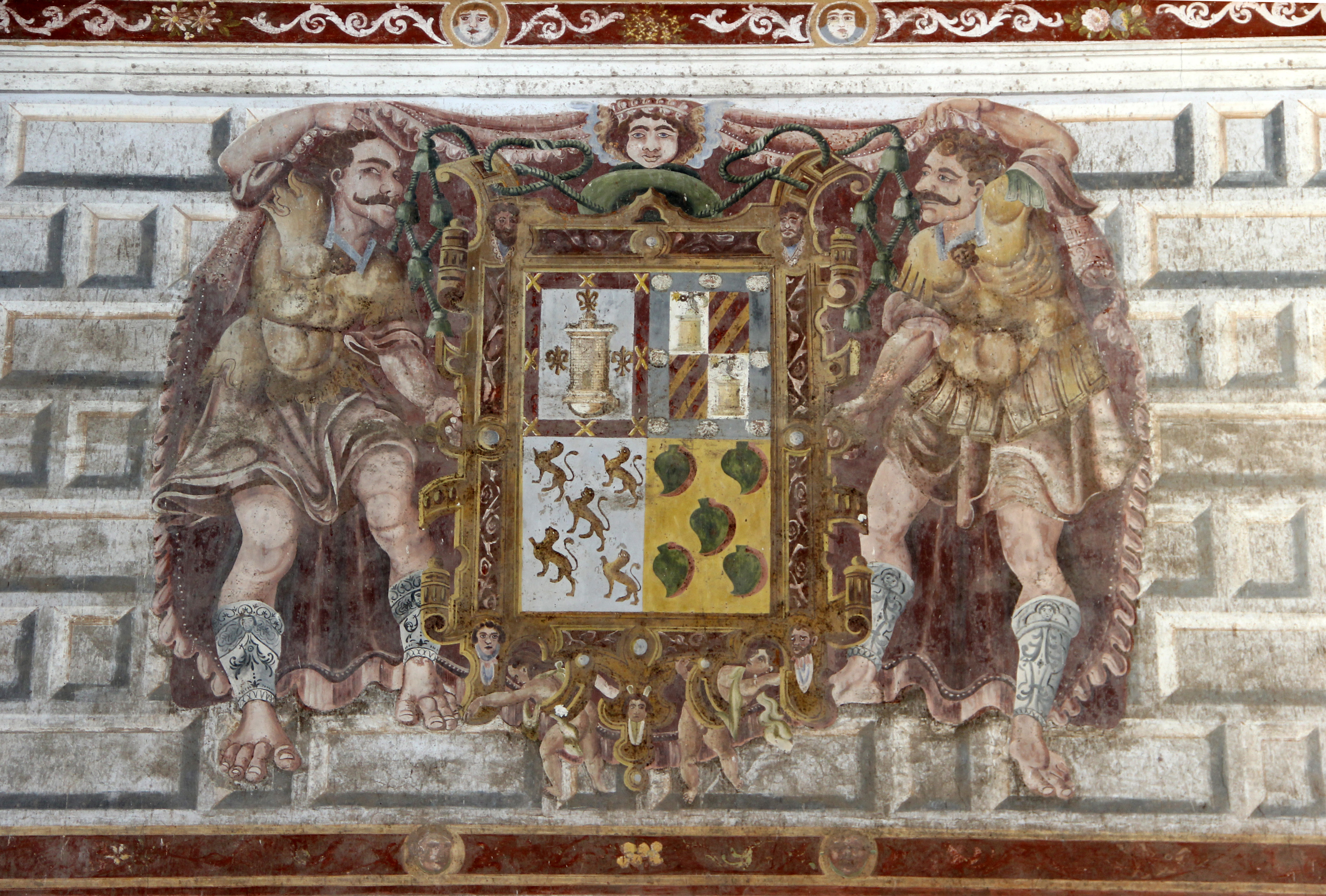
Frescos en el Hospital de Santiago

## Descripción
Es una obra austera a la vez que grandiosa, con escasa ornamentación y de gran volumen. Cuenta con 2 torres a los extremos de la fachada con cubiertas de cerámica vidriada, y otras 2 torres que enmarcan la gran capilla central. Debido a su forma, a veces se le ha llamado El Escorial de Andalucía. 
El conjunto se organiza sobre la base de un gran patio central, con doble arcada, muy singular por su diafanidad y armonía de proporciones. Las columnas de mármol blanco pulidas son de Carrara. A ambos lados están los patios laterales, inacabados. El acceso se realiza por un arco de medio punto con dovelaje de gran tamaño, al estilo castellano. Un tabernáculo alberga el relieve de Santiago Matamoros, a quien se dedica el hospital. 
En el eje de la puerta principal se levanta la Capilla, a la que se accede por una imponente reja de tres puertas. La rejería original fue creada por Juan Álvarez de Molina bajo diseño de Vandelvira. Esta capilla ofrece gran originalidad debido a su planta en forma de H, con dos torres desplazadas hacia el centro de la iglesia. A los pies se sitúa el coro alto, siguiendo el modelo de iglesia de los Reyes Católicos.
Desde un lateral del patio arranca una impresionante escalera de tipo claustral, con una especie de bóveda "colgada", ofrece fuertes resonancias islámicas hispánicas. La escalera está decorada con pinturas al fresco realizadas a poco de terminarse la fábrica y atribuidas a Pedro de Raxis y Gabriel Rosales, autores documentados de la pintura del retablo mayor, realizado por Blas Briño y Luis de Zayas, destruido en 1936. Pinturas semejantes de estilo manierista e influencia italo-clásica se encuentran en las bóvedas de la iglesia, sacristía y antesacristía, siendo uno de los pocos ejemplos conservados de pintura mural en la decoración del Renacimiento Español.

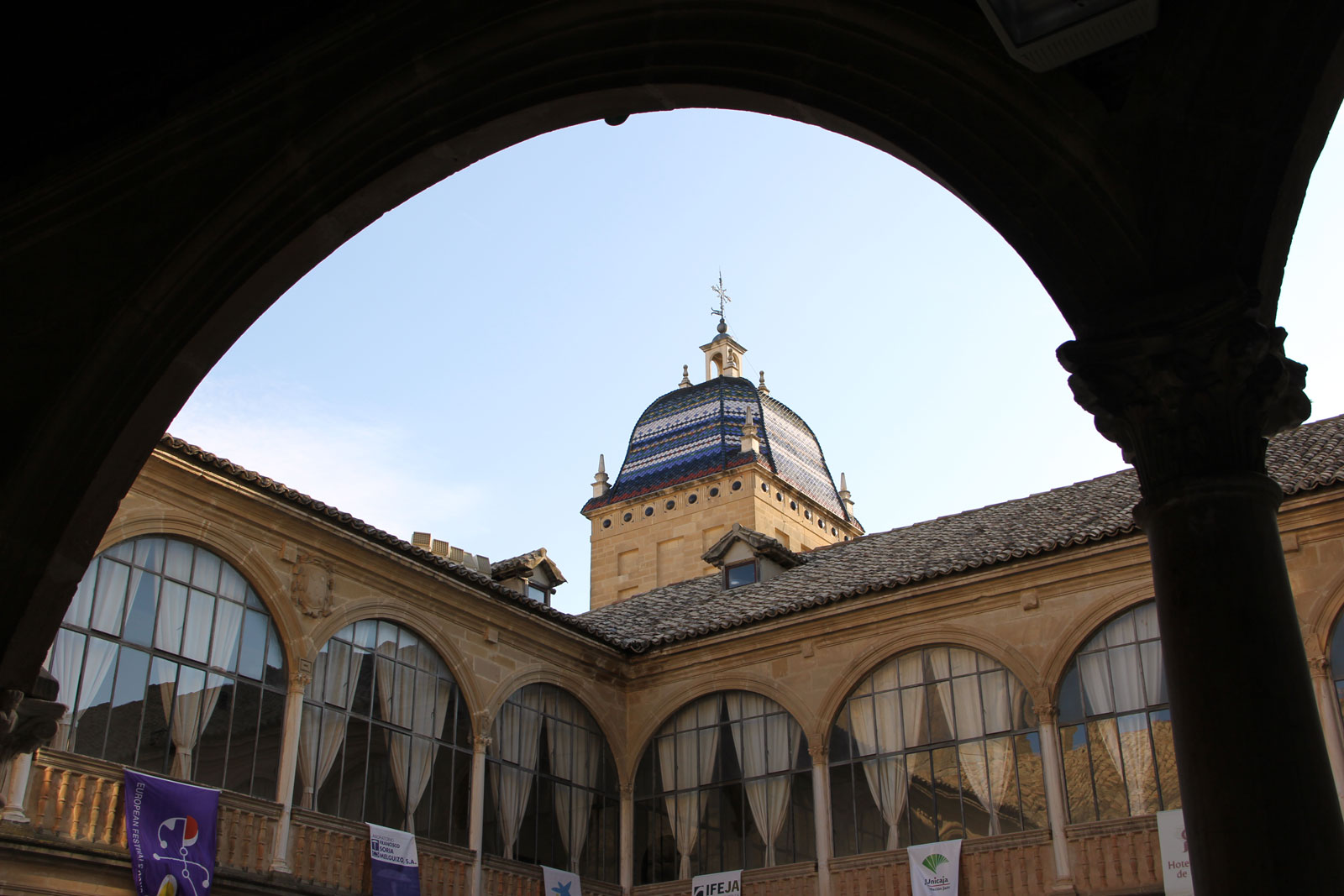
Galería del Patio Central